# ノネン
ノネン（nonene）は化学式C9H18で表される鎖状炭化水素。C=Cの二重結合の位置により、多くの異性体が存在する。プロピレンの三量体は工業的に重要である。フェノールのアルキル化によりノニルフェノールの製造に用いられる。ノニルフェノールは界面活性剤などの原料となるが、内分泌攪乱物質である可能性について研究が行われている
。